# الدوري الأوكراني لكرة اليد
الدوري الأوكراني لكرة اليد (بالأوكرانية: Гандбольна Суперліга) هو الدوري الرئيسي لكرة اليد للمحترفين في أوكرانيا. يدار من قبل اتحاد كرة اليد الأوكراني. تأسس في سنة 1992، ويتكون حاليا من قبل 8 فرق. يعتبر نادي زاباروجيا لكرة اليد هو الأكثر تتويجا بـ 14 لقبا.